# A zöld könyv
1975 és 1979 között jelent meg három kötetben Moammer Kadhafi eszméit összefoglaló Zöld könyv. (Magyarul: Muammar al-Kaddáfi: A Zöld könyv, a Líbiai Arab Népi Szocialista Dzsamáhirijja Népi Irodája kiadásában).

## A könyv célja
A zöld könyv Líbia vezetőjének Moammer Kadhafinak nézeteit foglalja össze politikai és társadalmi témában.  
Úgy gondolja a kormányzási eszköz problémájára végleges választ ad könyve.

## Szerkezete
1.rész A demokrácia problémájának megoldása, "A néphatalom".

2.rész A gazdasági probléma megoldása, "A szocializmus".

3.rész A harmadik egyetemes elmélet "Társadalmi bázisa".

## Mondanivalója
A világ pártjai a kormányzási eszközökért küzdenek bármely eszközökkel. A kormányzati eszköz mindig győz, a nép - a valódi demokrácia, - mindig veszít.
Parlamentek, pártok mint bármely bizottság érvénytelen, mert ember ítélkezhet emberen törvényekkel, alkotmányokkal. Arra a kérdésre, hogy akkor mi irányítja az embert, al-Kadhafi azt a választ adja, hogy a hagyomány és a vallás. Ezek bármely társadalom igazi kifejezője, valódi törvénye. Könyvében nem jelöli meg melyik lenne ez a vallás, hanem úgy pontosít, hogy a "szilárd megoldás" ha egyetlen vallás lenne.
A szavazás sem jó, mert megengedi, hogy 51 százalék diktatórikusan uralkodjon 49 százalékon. Sőt még inkább, ha a kisebbségi pártok összeadják a szavazatokat, megeshet kormányozhatnak a többségen. Az "igen" és "nem" szavazat sem jó, mert csak egyetlen szót engedélyez a kormányzás beleszólásába.

## Lásd még
- Ruhnama